# 美湾

美湾区在赫尔辛基地图上的位置

美湾（芬蘭語：Meilahti）是芬兰首都赫尔辛基城区西部的一个市区，编号为第十五号市区。伴侣岛位于美湾区内。
美湾区的北部为公寓住宅区，大部分的公寓楼建于二十世纪中期。路德宗的美湾教堂和天主教的圣玛丽亚教堂也位于这边。美湾区西部的建筑则是在1990年代才开始建造的，与北边的小霍帕湾小区连成一片。
美湾区西南部一片称为小美湾（Vähä-Meilahti），是旧时的别墅区，最早在1880年代时开辟为赫尔辛基居民的夏季别墅区。那时期的别墅现在依然是私人拥有，并且装修成冬天时也可以居住。有的别墅已经继承到第三代人的手里了。小美湾区内也有乌尔霍·吉科宁博物馆坦米涅米及现今芬兰总统官邸之一的曼蒂涅米。另外芬兰总理的官邸夏季海岸也在这里。
美湾区内也有一大片区域为医院，赫尔辛基大学的美湾校区也在其中。
美湾区是在1906年并入赫尔辛基的。美湾区作为一个赫尔辛基的正式市区是在1959年成立的。